# Hapag-Lloyd

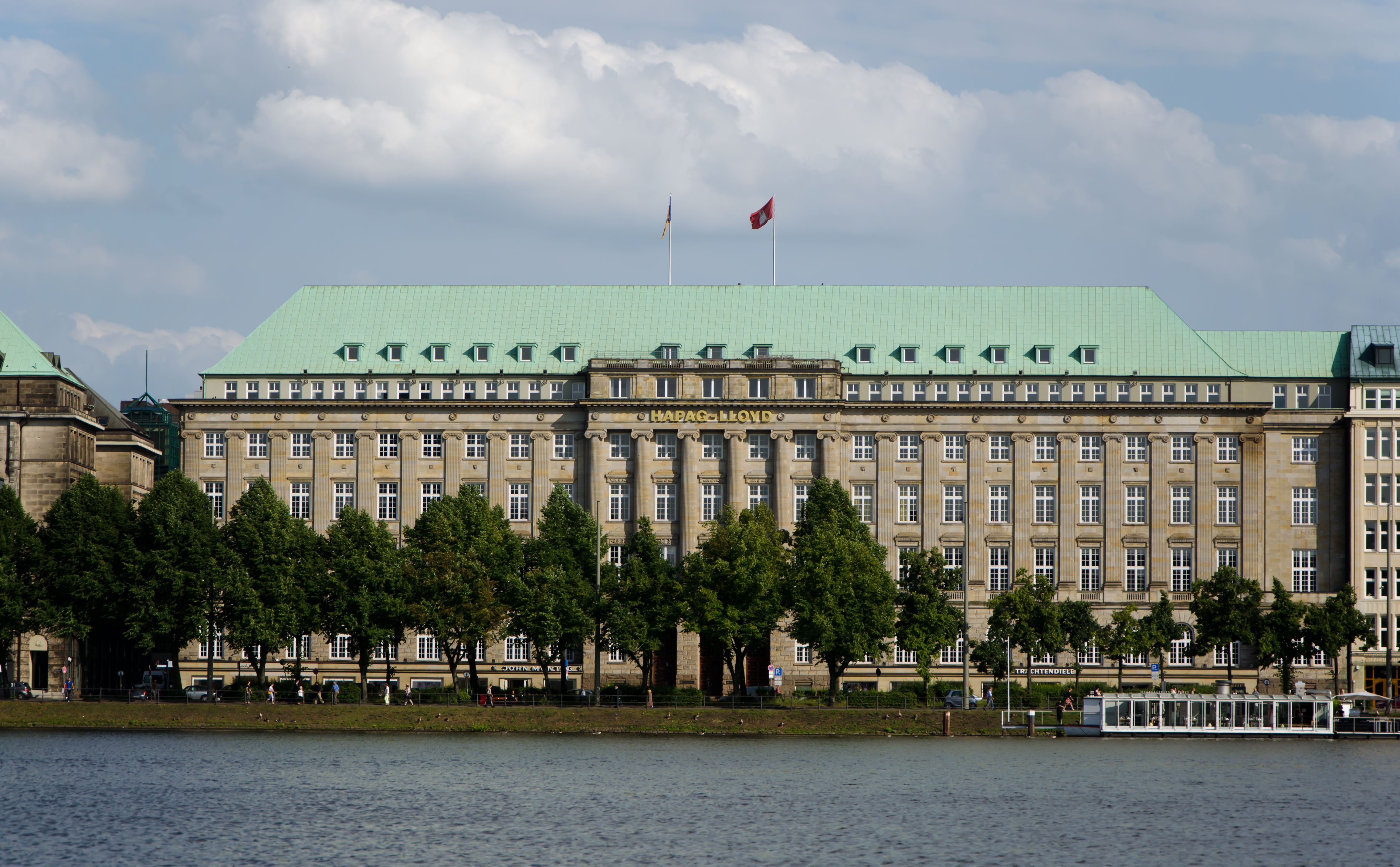
Hapag-Lloyds huvudkontor i Hamburg.

Hapag-Lloyd är ett tyskt rederi och transportföretag med huvudkontor i Hamburg som har haft olika ägare bland andra TUI.
1970 slogs Hapag samman med Norddeutscher Lloyd i Bremen och blev dagens Hapag-Lloyd. De två företagen hade sedan 1930-talet samarbetat kring  transporter från Tyskland till Nordamerika. Efter sammanslagningen koncentrerade sig rederiet på containertransport.
Kryssningtrafik är en annan viktig del av verksamheten och år 1972  grundades flygbolaget Hapag-Lloyd Flug, som 1997 övertogs av TUI, för att transportera kryssningsturister till fartygen.

## Kända fartyg hos Hapag-Lloyd

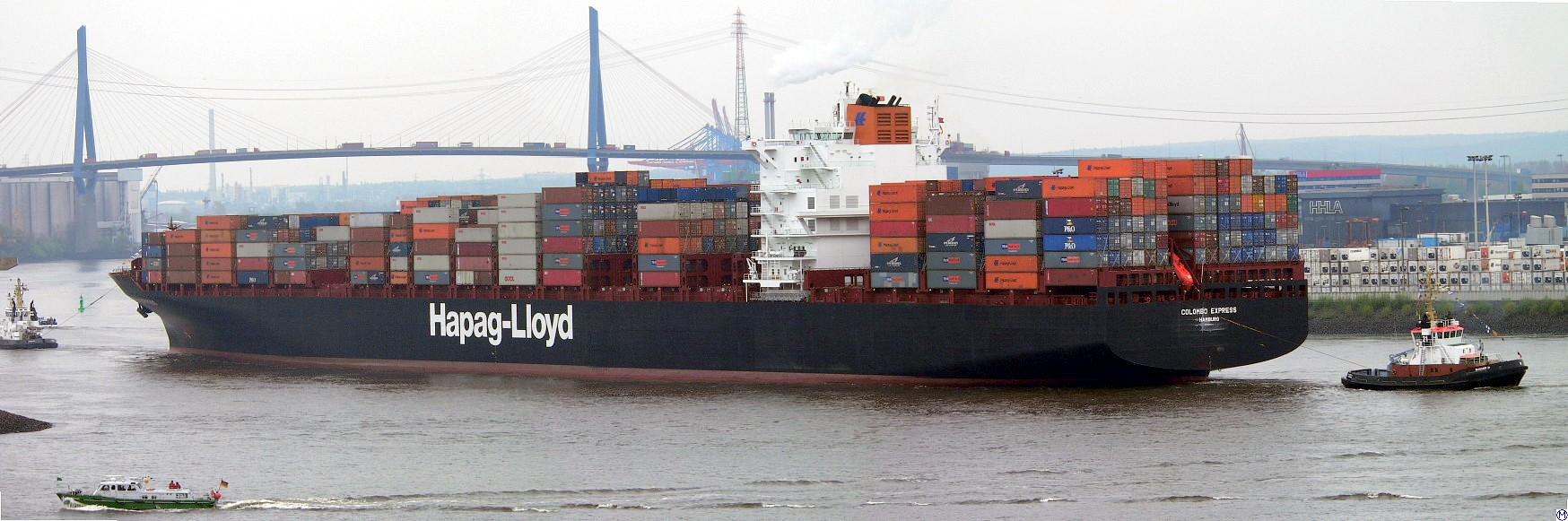
Colombo Express

- MS München
- MS Colombo Express

Skolfartyg
- Chicago Express
- Kuala Lumpur Express
- MMS Bremen

Kryssningsfartyg
- MS Europa
- MS Hanseatic
- MS Columbus